# Kevin Geniets
Kevin Geniets (* 9. ledna 1997) je lucemburský profesionální silniční cyklista jezdící za UCI WorldTeam Groupama–FDJ.

## Hlavní výsledky
2013
Národní šampionát
 vítěz silničního závodu noviců
2014
Národní šampionát
2. místo časovka juniorů
Tour du Pays de Vaud
2. místo celkově
Oberösterreich Juniorenrundfahrt
6. místo celkově
vítěz 2. etapy
2015
Národní šampionát
 vítěz časovky juniorů
Niedersachsen-Rundfahrt
4. místo celkově
Tour du Pays de Vaud
4. místo celkově
Mistrovství Evropy
6. místo silniční závod juniorů
2016
Národní šampionát
 vítěz silničního závodu do 23 let
 vítěz časovky do 23 let
5. místo silniční závod
5. místo časovka
Mistrovství Evropy
8. místo silniční závod do 23 let
2017
6. místo Chrono des Nations U23
6. místo Ronde van Vlaanderen Beloften
2019
Národní šampionát
 vítěz časovky do 23 let
2. místo silniční závod
6. místo Boucles de l'Aulne
Mistrovství Evropy
7. místo časovka do 23 let
8. místo Paříž–Camembert
8. místo Ronde van Vlaanderen Beloften
10. místo Grand Prix de Plumelec-Morbihan
2020
Národní šampionát
 vítěz silničního závodu
3. místo časovka
Étoile de Bessèges
4. místo celkově
2021
Národní šampionát
 vítěz silničního závodu
 vítěz časovky
9. místo Omloop Het Nieuwsblad
10. místo Tro-Bro Léon
2022
Tour de Luxembourg
5. místo celkově
Tour des Alpes-Maritimes et du Var
10. místo celkově
10. místo Tour du Doubs
2023
Tour des Alpes-Maritimes et du Var
4. místo celkově
2024
vítěz Grand Prix La Marseillaise
Étoile de Bessèges
10. místo celkově

### Výsledky na Grand Tours
| Grand Tour      | 2021 | 2022 | 2023 | 2024 |
| --------------- | ---- | ---- | ---- | ---- |
| Giro d'Italia   | —    | —    | —    | —    |
| Tour de France  | —    | 47   | 41   | 58   |
| Vuelta a España | 85   | —    | —    | DNF  |

| —   | Nezúčastnil se |
| DNF | Nedokončil     |